# Wyspy Tanimbar
Wyspy Tanimbar (Timur Laut, Timurlao, Timorlaut; indonez. Kepulauan Tanimbar, lokalnie: tnebar, tanempar) – archipelag położony w południowo-wschodniej Indonezji między Morzem Banda a Morzem Arafura.
Administracyjnie należą do prowincji Moluki i tworzą kabupaten (powiat) Kepulauan Tanimbar. Główną wyspą jest Yamdena, a inne ważne to Selaru, Larat, Fordatai Wuliaru.

## Geografia
Archipelag składa się z około 65 wysp, z których większość ma pochodzenie koralowe lub wulkaniczne. Łączna powierzchnia wynosi około 5625 km2, z czego ponad połowę zajmuje wyspa Yamdena (ok. 3000 km2). 
Wybrzeża są przeważnie klifowe, a wnętrze wysp porasta gęsty las równikowy. Tanimbar leży w strefie aktywnej sejsmicznie, w obrębie tzw. Pacyficznego Pierścienia Ognia. 9 stycznia 2023 roku region nawiedziło silne trzęsienie ziemi o magnitudzie 7,6, którego epicentrum znajdowało się pod Morzem Banda. Wstrząsy były odczuwalne nawet w północnej Australii. Wydano ostrzeżenie przed tsunami, które później odwołano. 

## Ludność
Według danych z 2020 roku archipelag zamieszkuje około 123 000 osób, z czego większość na wyspie Yamdena. Główne miasta to Saumlaki(stolica administracyjna) i Larat.
Mieszkańcy posługują się kilkoma językami austronezyjskimi, m.in. fordata, yamdena, selaru, seluwasan, a także lokalnym malajskim (pochodzącym z Ambonu), który pełni funkcję lingua franca.

## Gospodarka
Gospodarka archipelagu opiera się na rolnictwie, rybołówstwie i rzemiośle. Na wyspach uprawia się ryż, kukurydzę zwyczajną, palmę kokosową, banany i mango. Hoduje się jest trzodę chlewną i drób. Mieszkańcy zajmują się także połowem ryb, żółwi i strzykw oraz produkcją wyrobów rękodzielniczych, takich jak tkaniny ikat i rzeźby z drewna.

## Historia i kultura
Wyspy Tanimbar były zamieszkane już w plejstocenie – badania archeologiczne z 2024 roku potwierdziły obecność Homo sapiens na archipelagu co najmniej 42 000 lat temu, co czyni go jednym z kluczowych punktów migracyjnych między Azją a Sahulem (dawnym kontynentem obejmującym Australię i Nową Gwineę).
Kultura Tanimbaru jest silnie związana z rytuałami przodków, tradycyjną architekturą i ceremoniami, takimi jak Fangnea Kidabela – rytuał pojednania i wspólnoty.

## Transport i dostępność
Głównym portem lotniczym archipelagu jest Port Lotniczy Mathilda Batlayeri w Saumlaki, obsługujący połączenia z Ambonem i Makasarem. Transport między wyspami odbywa się łodziami i promami. Infrastruktura drogowa jest ograniczona, szczególnie poza główną wyspą.